# Valentin Kraus
Valentin Kraus, döpt 29 juli 1714 i Jönköpings Kristina församling, Jönköping, Jönköpings län, död 1 januari 1739 i Linköpings domkyrkoförsamling, Linköping, Östergötlands län, var en svensk domkyrkoorganist i Linköping mellan 1733 och 1739. Var son till Michael Valentin Kraus, organist i Jönköping och bror till domkyrkoorganisten i Lunds domkyrka Friedrich Kraus.
Han begravs den 6 januari i Linköpings domkyrka.